# Grepp (rymdmått)
Grepp var ett äldre svensk rymdmått, som avsåg så mycket som man kan gripa med handen. Storleken varierar därför med handens storlek. Det var ett vanligt begrepp i äldre kokböcker om exempelvis mjöl och frö. Om ordet förekom i handeln var det för att beteckna att köparen fick ett eller flera grepps råge.